# هنري هايز لوكوود
هنري هايز لوكوود (بالإنجليزية: Henry Hayes Lockwood)‏ هو ضابط أمريكي، ولد في 17 أغسطس 1814 في مقاطعة كينت في الولايات المتحدة، وتوفي في 7 ديسمبر 1899 في جورجتاون في الولايات المتحدة.